# Freddy Horion
Pour les articles homonymes, voir Horion.
 (février 2012).
Si vous disposez d'ouvrages ou d'articles de référence ou si vous connaissez des sites web de qualité traitant du thème abordé ici, merci de compléter l'article en donnant les références utiles à sa vérifiabilité et en les liant à la section « Notes et références ».
Freddy Horion (né en 1947), alias « de Zonnebril » (« les lunettes de soleil ») est un criminel et assassin belge. Il a été condamné avec son comparse Roland Feneulle en 1980 pour l'assassinat de la famille Steyaert en 1979.

## Les assassinats
Le 23 juin 1979, Freddy Horion et Roland Feneulle pénétrèrent dans l'habitation du commerçant en automobiles Roland Steyaert, qu'Horion connaissait pour avoir été son employé et avoir été licencié à la suite du vol d'une Mercedes-Benz.
À la suite d'un procès que Steyaert gagna contre Horion, ce dernier lui était redevable de 500 000 BEF (près de 12 500 €). Cela a provoqué une ire que l'on rapproche d'un désordre de personnalité antisociale[réf. nécessaire]. Ce jour-là, Horion a exigé de Steyaert qu'il lui rembourse le montant de 500 000 BEF versé, sous peine d'exécuter son épouse, ses filles et les fiancés de celles-ci. Steyaert n'était pas en possession d'un tel montant et Horion répliqua par l'assassinat de Steyaert et ensuite du reste de la famille.
Horion fut finalement arrêté car il avait été vu d'un voisin. Horion avait également assassiné une commerçante de Gand.

## Procès et peine de prison
Horion fut condamné à mort en 1980 par la cour d'assises de Flandre-Orientale pour sextuple assassinat. Plus tard, cette peine fut commuée en prison à perpétuité qu'il purge encore à ce jour.
Il est interné depuis 2009 à Hasselt, après avoir passé plusieurs décennies à la prison centrale de Louvain et celle de Bruges. Son avocat a demandé son déplacement depuis qu'Horion était interdit de sortie en plein air à la suite de ses tentatives d'évasion et de son évasion de 1982, qui a duré un mois et demi, avant de se faire arrêter aux Pays-Bas.
Cela fait plusieurs années qu'Horion tente d'obtenir une libération anticipée, sans résultat.
Horion, dont la « notoriété médiatique » a été occultée par l'affaire Dutroux, est malgré lui montré comme exemple de détenu se voyant systématiquement refuser toute libération anticipée.
En octobre 2013, Roland Feneulle est mort en prison à l’âge de 60 ans. Feneulle a donc passé 34 ans derrière les barreaux, ce qui faisait de lui l’un des détenus les plus anciens.
Dans une décision de mai 2023 la Cour européenne des droits de l'homme a considéré qu'en refusant à Freddy Horion toute perspective réaliste de libération la Belgique a violé l'article 3 de la Convention européenne des droits de l'homme qui interdit la torture et les traitements dégradants.

## Demande d'euthanasie
En mai 2025, alors que son client est détenu depuis 45 ans, son avocat fait savoir que Freddy Horion demande à être euthanasié parce qu'il n'a pas de perspectives de libération et subit des « souffrances psychologiques insupportables ».